# منتخب سويسرا لكأس ديفيز
منتخب سويسرا لكأس ديفيز هو ممثل سويسرا الرسمي في كرة المضرب في كأس ديفيز.